# Papa Ousmane Sakho
Pour les articles homonymes, voir Sakho.
Papa (ou Pape) Ousmane Sakho est un homme politique sénégalais qui fut ministre de l’Économie, des Finances et du Plan de juin 1993 à janvier 1998, dans le second, puis dans le troisième gouvernement de Habib Thiam,